# スーパーペイント
スーパーペイント（SuperPaint）は、1986年に Silicon Beach Software 社から Macintosh 用に開発・発売されたグラフィックソフトウェアである。MacPaint に代表されたラスタ形式と MacDraw のようなベクタ形式という2つの機能を取り込んだ初めてのソフトウェアであった。1992年頃からのバージョンはアルダス社から発売されるようになった。
Classic環境でのみ稼働するため、Mac OS X v10.5 以降には対応していない。